# Molnár Péter (testépítő)
Molnár Péter (1982. március 25.) magyar testépítő. A magyar testépítés egyik meghatározó alakja. A IV. kerületi Freezer's Gym edzőterem tulajdonosa, valamint személyi edző, fitness guru. 

## Pályafutása
17 évesen ismerkedett meg a Testépítés világával. Pályafutását elsősorban Pintér Ferenc és a Gym Beam táplálékkiegészítő-gyártó cég segíti. 

## Méretek
- Magasság:	174 cm
- Testsúly:	106 kg
- Versenysúly:	 95 kg
- Bicepsz:	 50 cm
- Alkar:	 39 cm
- Mell:	        130 cm
- Derék:	 77 cm
- Csípő:	 87 cm
- Comb:	         73 cm
- Vádli:	 46 cm
- Nyak:	         41 cm
- Csukló:	 18 cm
- Boka:	         23 cm

## Eredmények
1. 2013 Top de Colmar, French 1. helyezett (2013)
2. 2012 WBPF magyar bajnokság 1. helyezett (2012)
3. 2012 Frey Classic 1. helyezett. (2012)
4. 2012 Top de Colmar, French, meghívásos verseny – 1. helyezett (2012)
5. WABBA VB profi szekció - 1. helyezett (2011)
6. WBPF Pro AM (Szingapúr) profi világbajnok (2011)
7. Louie Koncz Classic International Abszolút bajnok (2011)
8. Brutal Challenge-IFBB Champion of a Year abszolút bajnok (2011)
9. N.A.C. Swiss Open >179 cm kategória – 1. helyezett (2011)
10. N.A.C. Amatőr világbajnok (2010)
11. WABBA Amatőr abszolút világbajnok (2009)
12. Superbody Abszolút bajnok (2007 és 2009)
13. EVLS Prague Pro 212 Bodybuilding (2022) - 1. helyezett

## Külső hivatkozások
1. Adatlap a body.builder.hu oldalon
2. Biotech arc